# Kamienica przy ulicy św. Benedykta 9 w Krakowie
Kamienica przy ulicy św. Benedykta 9 – zabytkowa kamienica znajdująca się w Krakowie, w dzielnicy XIII przy ul. św. Benedykta, w Podgórzu.
Kamienica została wzniesiona w latach 1894–1895. Zaprojektowana została przez Stanisława Serkowskiego. W 1925 roku budynek został nadbudowany o drugie piętro zgodnie z projektem Józefa Kryłowskiego.
Kamienica znajduje się na obszarze Podgórza, którego układ urbanistyczny został wpisany 26 października 1981 do rejestru zabytków. Budynek znajduje się także w gminnej ewidencji zabytków.